# الحجف، إب
الحجف هي إحدى قرى الجمهورية اليمنية. وهي تتبع جغرافيًا لمحافظة إب. وإداريًا لمديرية فرع العدين. يبلغ تعداد سكانها 1319 نسمة حسب الإحصاء الذي جرى عام 2004.